# Unité urbaine de Pont-Sainte-Maxence
L'unité urbaine de Pont-Sainte-Maxence est une unité urbaine française centrée sur la commune de Pont-Sainte-Maxence dans l'Oise en région Hauts-de-France.

## Données générales
Dans le zonage réalisé par l'Insee en 2010, l'unité urbaine était composée de trois communes.
Dans le nouveau zonage réalisé en 2020, elle est composée de quatre communes, la commune de Beaurepaire ayant été ajoutée au périmètre.
En 2022, avec 16 833 habitants, elle représente la 6e unité urbaine du département de l'Oise et occupe le 30e rang dans la région Hauts-de-France.
En 2022, sa densité de population s'élève à 383 hab/km2. Par sa superficie, elle représente 1,4 % du territoire départemental et, par sa population, elle regroupe 2,03 % de la population du département de l'Oise.

## Composition de l'unité urbaine en 2020
Elle est composée des quatre communes suivantes :
| Nom                                | Code Insee | Département | Statut       | Superficie (km2) | Population (dernière pop. légale) | Densité (hab./km2) | Modifier                                    |
| ---------------------------------- | ---------- | ----------- | ------------ | ---------------- | --------------------------------- | ------------------ | ------------------------------------------- |
| Pont-Sainte-Maxence (ville-centre) | 60509      | Oise        | ville-centre | 14,76            | 12 343 (2022)                     | 836                | modifier les données · modifier les données |
| Les Ageux                          | 60006      | Oise        | banlieue     | 5,00             | 1 147 (2022)                      | 229                | modifier les données · modifier les données |
| Beaurepaire                        | 60056      | Oise        | banlieue     | 5,07             | 64 (2022)                         | 13                 | modifier les données · modifier les données |
| Pontpoint                          | 60508      | Oise        | banlieue     | 19,11            | 3 279 (2022)                      | 172                | modifier les données · modifier les données |

## Évolution démographique
| 1968   | 1975   | 1982   | 1990   | 1999   | 2010   | 2015   | 2022   |
| ------ | ------ | ------ | ------ | ------ | ------ | ------ | ------ |
| 10 856 | 11 975 | 12 788 | 14 740 | 16 464 | 16 096 | 17 060 | 16 833 |

#### Données générales
- Unité urbaine en France
- Aire d'attraction d'une ville
- Liste des unités urbaines de France

#### Données démographiques en rapport avec l'unité urbaine de Pont-Sainte-Maxence
- Aire d'attraction de Paris
- Arrondissement de Senlis

#### Données démographiques en rapport avec l'Oise
- Démographie de l'Oise